# 阿爾丁清真寺

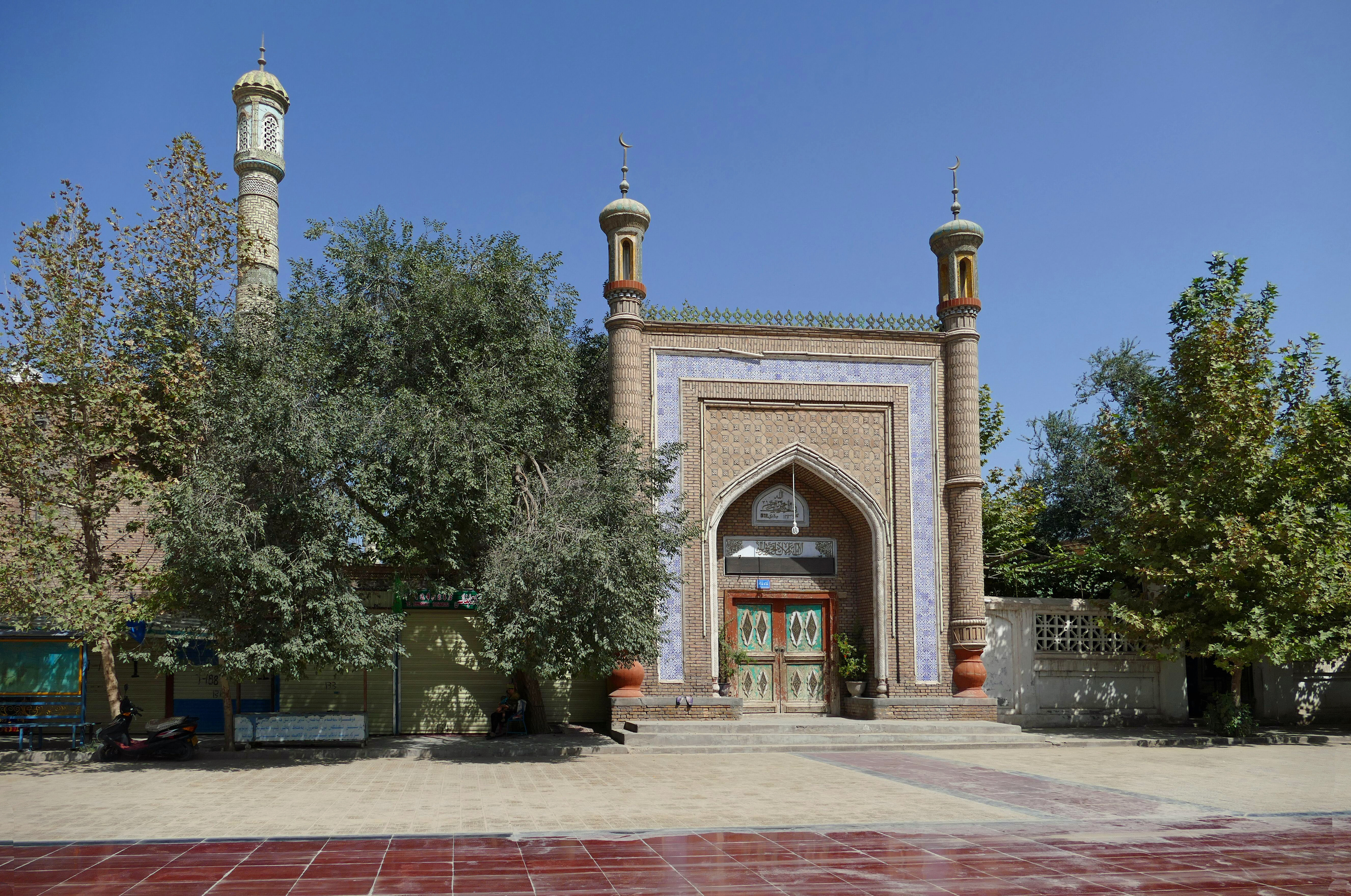
阿爾丁清真寺

阿爾丁清真寺，是新疆维吾尔自治区莎車縣的清真寺。這也是拉失德汗一位妻子阿曼尼莎汗的墳墓。
清真寺後方是葉爾羌汗國可汗家族墓地。